# Stanisław I Leszczyński
Stanisław I Leszczyński, född 20 oktober 1677 i Lemberg, dåvarande Polen-Litauen, död 23 februari 1766 i Lunéville, Frankrike, kung av Polen 1704–1709 och 1733–1736.

## Biografi
Stanisław Leszczyński var vojvod av Poznań. Vid ett besök i det svenska högkvarteret i Polen under det stora nordiska kriget vann han Karl XII:s förtroende som i honom såg en kandidat till den polska tronen istället för den sittande kungen August II (den starke). Emellertid accepterades han inte av den polska adeln, som såg honom som en svensk lydmonark.
Efter svenska påtryckningar och vapenskrammel valdes han dock till polsk kung i juli 1704 med följd att ett polskt inbördeskrig utbröt utöver konflikten med svenskar och ryssar. 
När Stanisław skulle krönas uppstod flera svårigheter. Regalierna hade August varit förutseende nog att föra bort till Sachsen, och man tvingades beställa nya. Stanisław hade dock inga pengar över till detta. Såväl sina gods som sina dyrbarheter hade han tvingats pantsätta för att få medel att regera med, och det anslag som Karl XII givit honom var förbrukat. Svenska kronan fick alltså bestå de nya polska regalierna. Frågan var också vem som skulle kröna den nyvalde. Enligt gammal sedvänja skulle det vara den polska kyrkans primas, men han gjorde undanflykter och det gällde då att förmå någon annan prelat att förrätta den högtidliga akten. Man föreslog ärkebiskopen av Lemberg. Men då han var försvunnen skickades en officer med 60 man ut för att leta efter honom, och efter mycket sökande fann man biskopen långt inne i en oländig skogstrakt med kärrmarker omkring. Efter ett långvarigt meningsutbyte mellan prelaten och den svenske officern gick den förre slutligen med på att delta i kröningen mot att man tillförsäkrade honom ett generöst underhåll i Warszawa.
Efter Karl XII:s nederlag vid Poltava 1709 tog August II tillbaka tronen med Peter den stores och majoriteten av den polska adelns stöd. Stanisław Leszczyński måste lämna Polen. Hans familj bodde under 1709–1720 i Svenska Pommern och Sverige, varav tre år i Kristianstad.
Under åren 1714–1720 förvaltade Stanisław Leszczyński den pfalziska ättens hertigdöme Zweibrücken. Sedan August II hade avlidit valdes Stanisław Leszczyński åter till polsk kung 1733 med stöd av sin svärson Ludvig XV av Frankrike, gift med Stanislaws dotter Marie Leszczyńska. Han drevs dock iväg av ryssarna under det polska tronföljdskriget. Han abdikerade år 1736 men fick behålla kungatiteln sedan detta klargjorts i villkoren för freden i Wien 1735, som bekräftades 1738. Han fick dock Lothringen på livstid som hans svärson Ludvig XV erövrat från Österrike under det polska tronföljdskriget.
Gift 1698 med Katarina Opalinska.